# R-30潛射彈道飛彈
圆锤洲際彈道導彈（俄语：也音译为“布拉瓦”），国际条约代号为RSM-56，北约代号SS-NX-30、SS-N-32，GRAU编号3M30、3K30。它由莫斯科熱工技術研究所開發研製，是俄罗斯海军装备於北風之神級的潜射弹道導彈。將为俄國未来核三位一体的核心，是俄国目前耗资最多的武器项目。
此導彈發展開始於1998年，從陸基洲際導彈白楊-M的基礎發展而來，射程8000公里能攜帶10個分導式多彈頭。首席设计师是尤里·所罗门诺夫和亚历山大·苏霍多利斯基。三级固体燃料弹道导弹，携带6个分导弹头，用来装备俄罗斯955型“北风之神”级核潜艇，每艘潜艇配备16个导弹发射筒。
2005年以来，R-30导弹总共进行了约30次试射，其中约三分之一伴随着各种技术问题。“布拉瓦”导弹在2013年开始进入试装备，列装了955型“北风之神”级潜艇首艇。2018年，“布拉瓦”导弹正式列装投入战备巡逻值班。
2022年11月3日：莫斯科部队成功测试了一枚弹道导弹--布拉瓦，该导弹从白海水域的一艘核潜艇上发射，在飞越俄罗斯大片领土后，前往堪察加半岛上的目标。据俄新社报道，这枚导弹从苏沃洛夫将军号潜艇上起飞，按计划击中了远东地区的库拉靶场。